# PSR J1748-2446ad
PSR J1748−2446ad — радиопульсар с частотой вращения 716 Гц, соответствует периоду 0,00139595482(6) секунды. Это второй по скорости вращения среди известных пульсаров. Текущий рекордсмен — XTE J1739−285 (1122 оборота в секунду), но он не подтверждён, PSR J0952-0607 делает 707 оборотов в секунду. Пульсар был открыт Дж. Хесселсом из университета МакГилла с помощью радиотелескопа Грин-Бэнк. Масса PSR J1748-2446ad составляет примерно две солнечных, что не сильно отличается от других нейтронных звезд. Радиус — менее 16 км. Соответственно, скорость вращения звезды на экваторе составляет почти четверть скорости света, более 70 000 км/с.
Пульсар принадлежит шаровому скоплению Terzan 5 примерно в 18 000 световых годах от Земли в созвездии Стрельца. Пульсар является частью двойной звёздной системы. Вторым компонентом является звезда с минимальной массой 0,14 солнечных и радиусом, превышающим солнечный в 5—6 раз. Предположительно звезда принадлежит главной последовательности и ещё не полностью заполнила свою полость Роша.
Расстояние между звездой и пульсаром (4—5 радиуса Солнца) сопоставимо с размерами звезды, 40 % времени звезда затмевает пульсар. Орбита пульсара круговая, полный оборот система делает за 26 часов.

## Изображения
Гал.долгота 3.8492° 

Гал.широта +01.6925° 

Расстояние 18 000 св. лет